# Chisom Favour Onyebuchi
Chisom Favour Onyebuchi (* 4. April 2007) ist eine nigerianische Leichtathletin, die sich auf den Sprint spezialisiert hat. Mit der nigerianischen 4-mal-100-Meter-Staffel siegte sie 2024 bei den Afrikaspielen.

## Sportliche Laufbahn
Erste internationale Erfahrungen sammelte Chisom Favour Onyebuchi im Jahr 2024, als sie bei den Afrikaspielen in Accra mit 24,15 s im Halbfinale im 200-Meter-Lauf ausschied. Zudem kam sie in der nigerianischen 4-mal-100-Meter-Staffel im Vorlauf zum Einsatz und trug somit zum Gewinn der Goldmedaille bei.

## Persönliche Bestleistungen
- 100 Meter: 11,50 s (+0,8 m/s), 27. Januar 2024 in Lagos
- 200 Meter: 24,00 s (−0,6 m/s), 19. Februar 2024 in Asaba